# 青沼合戦
青沼合戦（あおぬまかっせん）とは、1335年（建武2年）信濃国埴科郡船山郷（現・長野県千曲市小船山）にあった船山守護所が北条氏の残党を擁する国人領主らに襲撃されて起きた合戦。

## 概要
信濃国は長く執権北条氏の知行地であったため、後醍醐天皇の建武の新政に不満を持つ国人領主らは、北条氏恩顧の諏訪氏や滋野氏らを中心として北条時行を匿い、鎌倉幕府の再起を図って挙兵した。これにより建武2年（1335年）中先代の乱が勃発した。
小笠原貞宗は早くから足利尊氏に味方しており、北条政権打倒に功績を認められていたことで建武元年（1334年）新たに信濃守護に任ぜられ、埴科郡船山郷（千曲市）に船山守護所（[古船山と表記される文献のある小船山神社の地とする説と鋳物師屋の船山神社とする二説があり、その所在地は特定されていない。後に観応2年（1351年）兄と対立していた足利直義方の守護となった諏訪直頼によって放火焼失])を置いていた。
しかし、隣接地川中島の四宮荘国人領主の四宮左衛門太郎（武水別神社神官家）や保科弥三郎（諏訪神党・保科荘高井穂神社）らがこの地を襲い守護側にいた市河氏（市河家文書）らと近くの八幡河原一帯にある青沼（千曲市杭瀬下）周辺で合戦となった。
保科、四宮勢ら反乱軍側は敗走し福井河原（千曲市磯部）や篠ノ井河原、四ノ宮河原と転戦し小笠原勢は追撃を重ねた。この間に北条時行を擁する諏訪氏、滋野氏、仁科氏らは信濃府中（松本市惣社付近）に進撃した。そして国衙を焼き討ちして建武政権が任命した国司の清原氏を自害させた。
この時、四宮荘とは西で境を接する石川荘の夏目氏も北条氏とは婚を通じて結びつきが深いことから四宮氏ら反乱軍側に加わっていたものの、敗れて四散し一部は三河国にまで逃れたと伝えられている。また英多荘の関屋氏（皆神山出早雄神社神官家）は一時嫡子の無かった四宮家に猶子を出した家と伝えられており行動を共にしていたとされる。このため敗れて潜伏したものの、以後の皆神山神官家の座を失ったとされている。
一方の国府襲撃の北条方は、その勢いに乗って武蔵国に侵攻し鎌倉にまで攻め上り、鎌倉将軍府の実権を握っていた足利直義を敗走させ三河国に追放した。こうして一時は北条残党軍が鎌倉を占拠するに至っている。だが、京都から足利尊氏が後醍醐天皇の許しを得ることなく駆けつけて直義に合流した。これによって中先代の乱は収束に向かい、諏訪頼重は自害し北条時行は逃亡した。
1336年（建武3年）勢いを盛り返した小笠原貞宗と村上信貞側が北条家家臣であった薩摩刑部（一時は後醍醐政権側の要職にあったが時行蜂起の知らせを受けて襲撃側に加担したと見られる）を撃破して坂城・上山田の地は村上氏の支配下となった。さらに埴科郡英多荘（長野市松代）にあった清滝城に北条方の残党が立て篭って抵抗するのを攻略した。これらによって隆盛時には郡司と地頭を兼ねたとも伝えられる四宮氏は社里を焼かれて滅び（一部は四国の同族を頼って逃れた可能性も考えられる）、保科氏は高遠へ落ち延びた。守護方は牧城（信州新町）へと転戦し高坂氏を攻めているが落ちる事はなかった。